# آچناکری (دژ)
دژ آچناکری (به انگلیسی: Achnacarry Castle) واقع در دهکده آچناکری، در ۲۴ کیلومتری شمال شرقی شهر فورت ویلیام شهرستان هایلند اسکاتلند (شمال بریتانیا) واقع شده‌است. دژ در سال ۱۶۵۵ میلادی بنا شد اما در طی جنگ کالودن در سال ۱۷۴۶ تخریب گردید. این بنا مجدداً در سال ۱۸۰۲ میلادی بازسازی گردید.